# Economia dell'informazione
L'economia dell'informazione è una branca dell'economia che studia le relazioni conflittuali che prendono forma nel contratto, in particolar modo quelle che avvengono in condizioni di informazione asimmetrica.
Il vantaggio informativo condiziona la definizione delle caratteristiche del contratto ottimale tra il principale (colui che propone il contratto) e l'agente (colui che può accettare o rifiutare). Se le parti avessero interessi comuni, tutte le informazioni rilevanti verrebbero immediatamente scambiate e ogni asimmetria informativa cesserebbe di esistere. Quando una delle parti contrattuali possiede maggiori o migliori informazioni sulla disponibilità a pagare dell'avversario, questa asimmetria si riflette sulla capacità di influenzare a proprio favore il prezzo. Potere informativo è quindi sinonimo di potere contrattuale ed economico. È possibile notare che il contratto dell'economia dell'informazione non è nient'altro che il prezzo di equilibrio della microeconomia.
L'asimmetria informativa, e quindi la presenza di informazioni private, nasce dall'impossibilità di conoscere i pensieri delle persone e pertanto di verificare la veridicità delle affermazioni. Quanti più soggetti dicono il vero tanto più si instaura nell'economia un modus operandi basato sulla fiducia. Al contrario naturalmente l'assenza di fiducia può minare le relazioni di mercato: infatti in un'economia sviluppata le relazioni fondate sulla fiducia sono la norma ed un clima di fiducia permette certamente di incrementare i rapporti di scambio, favorendone la crescita economica. Tuttavia, come diceva Kenneth Arrow:
(Arrow, 1987)

## Informazione asimmetrica
L'economia dell'informazione risolve 3 problemi di asimmetria informativa:
1. Moral hazard (o azzardo morale)
2. Adverse selection (o selezione avversa)
3. Segnalazione

Un esempio esplicatìvo: gli azionisti di una società vorranno certamente assumere il miglior manager sul mercato con il compito di gestire l'azienda e definire i piani in difesa dei loro interessi. Noteremo la presenza di un accesso differenziato alle informazioni: da un lato gli azionisti non sono in grado di valutare le capacità manageriali dell'agente prima della sua assunzione (adverse selection o selezione avversa), dall'altro non hanno un controllo puntuale sulle sue azioni e decisioni (azzardo morale o moral hazard). Se il manager viene pagato a stipendio fisso, il suo interesse è quello di minimizzare gli sforzi e, in mancanza di variabili o elementi verificabili su cui fondare un contratto ottimale, cercherà di sfruttare il "vantaggio informativo" per incrementare la sua utilità a scapito di quella degli azionisti. Quindi la selezione avversa è un opportunismo pre-contrattuale, invece lazzardo morale è un opportunismo post-contrattuale.

### Azzardo morale
Il problema dell'azzardo morale si presenta quando le azioni dell'agente non sono direttamente verificabili dal principale oppure, quando l'agente riceve informazioni private dopo che la relazione è iniziata.
Quindi le azioni del manager non sono direttamente verificabili dagli azionisti e non possono quindi essere previste a livello contrattuale. Le sue azioni sarebbero verificabili se ogni sua decisione fosse sottoposta all'approvazione del consiglio di amministrazione della società, il che snaturerebbe la funzione del manager e l'intera organizzazione dell'impresa. Inoltre ponendo per assurdo che le sue azioni fossero verificabili, gli azionisti non hanno informazioni sull'ambiente in cui sono assunte (concorrenzialità, mercato, casualità), e quindi non sono in grado di giudicare perfettamente il comportamento dell'agente.
Un altro esempio classico di moral hazard riguarda il settore delle assicurazioni: una persona una volta assicurata, avrà incentivo a modificare il proprio comportamento e quindi ad assumere un livello di precauzioni inferiore. Il comportamento dell'assicurato non è verificabile (il suo stile di vita, il suo modo di guidare, ecc) e quindi l'assicuratore sostiene un costo superiore rispetto a quello previsto durante la definizione del contratto. In sostanza il moral hazard è un problema di trasferimento dei rischi a costo zero per l'assicurato e senza remunerazione per l'assicuratore che è costretto ad accettarli.
Occorre distinguere tra moral hazard come azione nascosta e moral hazard come informazione nascosta: nel moral hazard come azione nascosta, il principale offre un contratto all'agente che può accettarlo o rifiutarlo. Nel momento in cui l'agente ha accettato il contratto ed esercitato il suo sforzo lavorativo, interviene il disturbo stocastico della natura. Facile a capirsi che la natura influenzerà i risultati del suo lavoro e tale disturbo non è osservabile dal principale. Nel moral hazard come informazione nascosta, il disturbo della natura interviene prima che l'agente esercita il suo sforzo e di conseguenza l'agente avverte il principale sulla mossa della natura, che può ad esempio riferirsi all'ambiente di mercato in cui è stata presa una determinata decisione di investimento.

### Selezione avversa
La selezione avversa si verifica quando l'agente possiede informazioni private prima che la relazione abbia inizio.
Il manager, ad esempio, conosce il suo livello professionale (la sua abilità), mentre gli azionisti possono soltanto immaginarla. Allo stesso modo, una società assicuratrice non conosce la modalità di guida di un automobilista, mentre un automobilista non conosce la gravità del danno quando porta la sua automobile dal meccanico. Nei giochi con selezione avversa la natura muove per prima (si dice allora che il gioco è a informazione incompleta) e sceglie le caratteristiche dell'agente.

### Segnalazione
La segnalazione è molto simile alla selezione avversa: sebbene l'agente disponga di informazioni private che il principale non conosce, può inviare dei segnali che le possono rendere evidenti.
Ad esempio il manager, che è sicuro di essere capace e volendo essere assunto, segnala questa informazione attraverso l'invio di un curriculum vitae in cui illustra i suoi precedenti successi. In altri casi è il principale ad avere informazioni private che ha interesse a rivelare. La segnalazione ci aiuta a spiegare il motivo per cui prodotti uguali vengono scambiati a prezzi diversi, in evidente contrasto con i risultati della teoria microeconomica.

## Valore dell'informazione
L'informazione è tutto ciò che può essere digitalizzato ed è un bene per cui le persone sono disposte a pagare. Esistono diverse valutazioni circa la sua utilità. La struttura dei costi è atipica perché caratterizzata da alti costi fissi e bassi o nulli costi marginali.
Il prezzo dunque non può essere calcolato partendo dai costi, ma in base alla valutazione che ne danno i consumatori.
Questa particolarità ha reso necessario un sistema di prezzi differenziati e personalizzati.
L'informazione è un "bene esperienza", ossia il suo valore viene giudicato solo dopo averlo consumato.
Si rende necessario un meccanismo di consultazione preventiva.
Oggi vi è un eccesso di informazione, che comunque può essere utilizzato per un marketing porta a porta.
Il prezzo dell'informazione in condizioni di concorrenza perfetta nel mercato dovrebbe essere pari a zero, ma i costi fissi sono molto alti ed irrecuperabili. L'assenza di un vincolo produttivo in presenza di costi marginali nulli consente alle società di realizzare profitti lordi prossimi al 100%. Il mercato si caratterizza in due situazioni: l'impresa dominante e le imprese di prodotti differenziati che sfruttano tra loro i vantaggi competitivi.